# مسألة العموميات

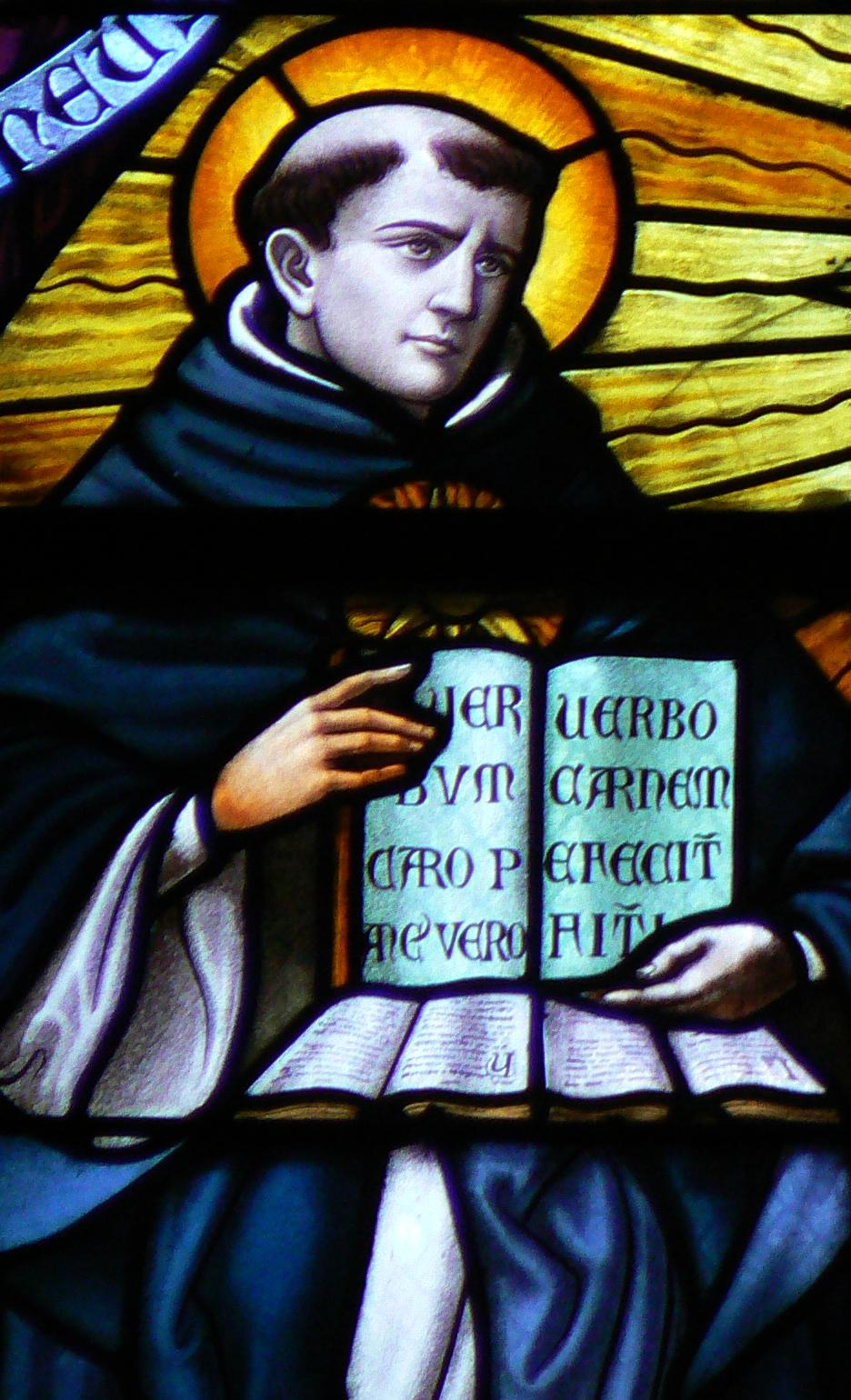

في ما وراء الطبيعة، يشير تعبير مسألة العموميات إلى السؤال ما إذا كانت الخصائص موجودة، وإذا كان الأمر كذلك، فما هي. فالخصائص هي الصفات أو العلاقات المشتركة بين اثنين أو أكثر من الكيانات. فالأنواع المختلفة من الخصائص، مثل الصفات والعلاقات يشار إليها بوصفها عموميات. فعلى سبيل المثال، بإمكانك أن تتخيل ثلاثًا من حاملات الأكواب على طاولة تشترك جميعها في صفة أنها دائرية أو الاستدراة،  أو أن فتاتين تشتركان في أنهما ابنتا فرانك. فهناك العديد من الخصائص كأن تكون إنسانًا، وأحمر اللون، وذكرًا أو أنثى، وسائلاً، وكبيرًا أو صغيرًا، وأطول من، ووالدًا، وغيرها.
فبينما يتفق الفلاسفة على أن البشر يتحدثون ويفكرون حول الخصائص، فإنهم لا يتفقون ما إذا كانت هذه العموميات توجد في الحقيقة أو أنها مجرد فكر وحديث.

## المواضع

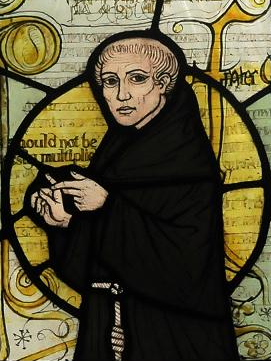
وليام الأوكامي، من نافذة الزجاج الملون في كنيسة في ساري.

وبوجه عام تعد المواقف الرئيسية حول هذه القضية: الواقعية، والاسمية، والمثالية (تسمى أحيانًا «اللاواقعية» بخصوص العموميات).

### الواقعية
تدعي مدرسة الواقعية أن العموميات حقيقية - فتوجد وتتميز عن الخصوصيات التي تمثلها. فهناك أشكال مختلفة من الواقعية. وتعد الواقعية الأفلاطونية (universalia ante res) وواقعية أرسطو (universalia in rebus) الشكلين الرئيسيين من أشكال الواقعية. الواقعية الأفلاطونية هي الرأي بأن العموميات كيانات حقيقية وأنها توجد مستقلة عن الخصوصيات. وعلى الجانب المقابل، ترى واقعية أرسطو، أن العموميات كيانات حقيقية، إلا أن وجودها يعتمد على الخصوصيات التي تعد مثالاً عليها.
يميل الواقعيون إلى القول أن العموميات يجب طرحها ككيانات متميزة حتى تفسر ظواهر متنوعة. فعلى سبيل المثال، فإن البرهان الواقعي الشائع الذي يوجد في نظرية أفلاطون وهو أن العموميات ضرورية لكلمات عامة معينة حتى يكون لها معنى وللجمل التي توجد بها حتى تكون صحيحة أو خاطئة. خذ جملة «جيفان جاسباريان موسيقي». فقد يدعي الواقعي أن هذه الجملة لا تؤدي أي معنى أو تحمل أي حقيقة إلا إذا كان الفرد، جيفان جاسباريان، الذي يتسم بصفة معينة، موسيقي. ولذلك، يفترض أن الصفة عمومية تتميز عن الفرد المعين الذي يحمل هذه الخاصية (ماكلويد وروبنشتاين، عام 2006، 1ب)

### الاسمية
يؤكد أصحاب الاسمية أن الأفراد فقط أو الخصوصيات هي التي توجد وأنكروا أن العموميات حقيقية (أي أنها توجد بوصفها كيانات أو كائنات). يشتق تعبير «الاسمية» من الكلمة اللاتينية nomen («اسم»)، نظرًا لأن الفيلسوف الاسمي يوافق على إسناد نفس الخاصية إلى كيانات متعددة ولكنه يقول أن هذه الكيانات لا تشترك سوى في اسمها وليس الصفة الحقيقية. وهناك أشكال متعددة من الاسمية (والتي يشار إليها في بعض الأحيان بالإنجليزية باسم "terminism")، والأشكال الرئيسية الثلاثة لها هي اسمية التشابهة، والتصورية، والاسمية المجازية. وقد أيد الاسمية ودافع عنها العديدون، بمن فيهم وليام الأوكامي، وبيتر أبيلارد، وويليامز (1953)، وديفيد لويس] (1983)، وكذلك برايس (1953) وكواين (1961).
كثيرًا ما يدافع الاسميون عن منظورهم بادعاء أن الاسمية يمكنها تفسير جميع الظواهر ذات الصلة - باستخدام موس أوكام أو أحد مبادئ البساطة- ولذلك فإن الاسمية هي الأفضل، لأنها تفترض أقل الكيانات. وتعد قضية ما إذا كانت الاسمية يمكنها تفسير جميع الظواهر ذات الصلة محل نقاش كبير.